# Scars and Souvenirs
Albums de Theory of a Deadman
Gasoline
(2002) The Truth Is...
(2011)
Singles
1. So Happy
Sortie : 11 février 2008
2. Bad Girlfriend
Sortie : 14 mai 2008
3. All or Nothing
Sortie : 2 juin 2008
4. Hate My Life
Sortie : 30 octobre 2008
5. Not Meant to Be
Sortie : 18 novembre 2008
6. By the Way
Sortie : 18 mai 2009
7. Wait for Me
Sortie : 25 août 2009
8. Little Smirk
Sortie : 25 janvier 2010
9. End of the Summer
Sortie : 30 août 2010

Scars and Souvenirs est le troisième album du groupe canadien Theory of a Deadman, sorti en 2008.

## Liste des chansons
| 1.    | So Happy                  | 4:11 |
| 2.    | By the Way                | 3:35 |
| 3.    | Got It Made               | 3:14 |
| 4.    | Not Meant to Be           | 3:33 |
| 5.    | Crutch                    | 3:16 |
| 6.    | All or Nothing            | 3:30 |
| 7.    | Heaven (Little by Little) | 4:19 |
| 8.    | Bad Girlfriend            | 3:25 |
| 9.    | Hate My Life              | 3:10 |
| 10.   | Little Smirk              | 3:31 |
| 11.   | End of the Summer         | 3:30 |
| 12.   | Wait for Me               | 4:03 |
| 13.   | Sacrifice                 | 2:54 |
| 46:11 |                           |      |